# Lê Hiến Tông
Lê Hiến Tông (10 août 1461 - 24 mai 1504), né sous le nom Lê Tranh, Lê Sanh ou Lê Huy, est le sixième empereur du Đại Việt (ancêtre du Viêt Nam) de la dynastie Lê. Il règne de 1497 à 1504.